# Wahlkreis Hauts-de-Seine X
Der Wahlkreis Hauts-de-Seine X ist seit 1986 ein Wahlkreis (französisch circonscription électorale) für die französische Nationalversammlung.

## Von 1986 bis 2010

### Wahlkreisgebiet
Gesetz vom 24. November 1986 – Der Wahlkreis umfasst 4 Kantone: Boulogne-Billancourt-Sud (Teil), Issy-les-Moulineaux-Est, Issy-les-Moulineaux-Ouest und Vanves.

### Ergebnisse

#### Parlamentswahl 1997
| Kandidaten                                      | Kandidaten           | Parteien                                                                                      | 1. Wahlgang | 1. Wahlgang | 2. Wahlgang | 2. Wahlgang |
| Kandidaten                                      | Kandidaten           | Parteien                                                                                      | Stimmen     | %           | Stimmen     | %           |
| ----------------------------------------------- | -------------------- | --------------------------------------------------------------------------------------------- | ----------- | ----------- | ----------- | ----------- |
|                                                 | André Santinigewählt | UDF – Union pour la démocratie française/Force démocrate                                      | 14.427      | 41,8        | 20.031      | 56,2        |
|                                                 | Guy Janvier          | SOC – Parti socialiste                                                                        | 8.258       | 23,9        | 15.600      | 43,8        |
|                                                 | Axel Loustau         | FN – Front national                                                                           | 3.711       | 10,7        |             |             |
|                                                 | Thierry Le Roy       | DVG – Mouvement des citoyens                                                                  | 2.210       | 6,4         |             |             |
|                                                 | Didier Hervo         | ECO – Les Verts                                                                               | 1.645       | 4,8         |             |             |
|                                                 | Françoise Brunet     | EXG – Lutte Ouvrière                                                                          | 878         | 2,5         |             |             |
|                                                 | Ginette Bertrand     | DVD – Génération Écologie                                                                     | 805         | 2,3         |             |             |
|                                                 | Xavier Daujon        | DVD – La Droite indépendante (Mouvement pour la France)                                       | 740         | 2,1         |             |             |
|                                                 | Frédéric Janvier     | EXD – Unabh.                                                                                  | 652         | 1,9         |             |             |
|                                                 | Raymond Deniau       | EXG – Solidarité, écologie, gauche alternative (Convention pour une alternative progressiste) | 448         | 1,3         |             |             |
|                                                 | Cyril Wellenstein    | DVD – Unabh.                                                                                  | 397         | 1,1         |             |             |
|                                                 | Philippe Crétet      | EXG – Ligue communiste révolutionnaire                                                        | 192         | 0,6         |             |             |
|                                                 | Isabelle Vidal       | EXG – Parti des travailleurs                                                                  | 182         | 0,5         |             |             |
|                                                 | Valérie Bellaire     | DIV – Unabh.                                                                                  | 1           | 0,0         |             |             |
| Gesamt                                          | Gesamt               | Gesamt                                                                                        | 34.546      | 100         | 35.631      | 100         |
|                                                 |                      |                                                                                               |             |             |             |             |
| Ungültige Stimmen                               | Ungültige Stimmen    | Ungültige Stimmen                                                                             | 2.308       | 6,3         | 1.475       | 4,0         |
| Wähler                                          | Wähler               | Wähler                                                                                        | 36.854      | 67,9        | 37.106      | 68,4        |
| Wahlberechtigte                                 | Wahlberechtigte      | Wahlberechtigte                                                                               | 54.257      |             | 54.252      |             |
|                                                 |                      |                                                                                               |             |             |             |             |
| Quellen: Innenministerium – Assemblée nationale |                      |                                                                                               |             |             |             |             |

#### Parlamentswahl 2002
| Kandidaten                                     | Kandidaten           | Parteien                                                                       | 1. Wahlgang | 1. Wahlgang | 2. Wahlgang | 2. Wahlgang |
| Kandidaten                                     | Kandidaten           | Parteien                                                                       | Stimmen     | %           | Stimmen     | %           |
| ---------------------------------------------- | -------------------- | ------------------------------------------------------------------------------ | ----------- | ----------- | ----------- | ----------- |
|                                                | André Santinigewählt | UDF – Union pour la démocratie française/Union pour la majorité présidentielle | 18.106      | 46,0        | 20.616      | 59,6        |
|                                                | Lucile Schmid        | SOC – Parti socialiste                                                         | 10.306      | 26,2        | 13.991      | 40,4        |
|                                                | Frédéric Rousset     | DVD – Unabh. Divers droite                                                     | 3.587       | 9,1         |             |             |
|                                                | Marcel Terret        | FN – Front national                                                            | 2.465       | 6,3         |             |             |
|                                                | Suzanne Auger        | VEC – Les Verts                                                                | 1.201       | 3,1         |             |             |
|                                                | Lysiane Alezard      | COM – Parti communiste français                                                | 1.061       | 2,7         |             |             |
|                                                | Vanina Pietri        | PREP – Pôle républicain                                                        | 583         | 1,5         |             |             |
|                                                | Françoise Guyot      | LCR – Ligue communiste révolutionnaire                                         | 492         | 1,3         |             |             |
|                                                | Julien Dufour        | ECO – Cap21                                                                    | 333         | 0,8         |             |             |
|                                                | Stanislas Makowka    | DIV – Le Trèfle – Homme nature animaux                                         | 287         | 0,7         |             |             |
|                                                | Laurence Viguié      | LO – Lutte Ouvrière                                                            | 244         | 0,6         |             |             |
|                                                | Christiane Néel      | MNR – Mouvement national républicain                                           | 201         | 0,5         |             |             |
|                                                | Michèle George       | EXG – Solidarité, écologie, gauche alternative (Les Alternatifs)               | 160         | 0,4         |             |             |
|                                                | Stéphane Arydjian    | ECO – Génération Écologie                                                      | 139         | 0,4         |             |             |
|                                                | Jean-Charles Kermin  | EXG – Parti des travailleurs                                                   | 95          | 0,2         |             |             |
|                                                | Arnaud Tripet        | DVG – Initiative républicaine                                                  | 78          | 0,2         |             |             |
|                                                | Paul Hossenlopp      | DIV – Démocratie active                                                        | 0           | 0,0         |             |             |
|                                                | Franck Lemonnier     | DVD – Concordat citoyen                                                        | 0           | 0,0         |             |             |
| Gesamt                                         | Gesamt               | Gesamt                                                                         | 39.338      | 100         | 34.607      | 100         |
|                                                |                      |                                                                                |             |             |             |             |
| Ungültige Stimmen                              | Ungültige Stimmen    | Ungültige Stimmen                                                              | 411         | 1,0         | 965         | 2,7         |
| Wähler                                         | Wähler               | Wähler                                                                         | 39.749      | 70,1        | 35.572      | 62,7        |
| Wahlberechtigte                                | Wahlberechtigte      | Wahlberechtigte                                                                | 56.694      |             | 56.748      |             |
|                                                |                      |                                                                                |             |             |             |             |
| Quellen: Innenministerium, Ergebnis – Parteien |                      |                                                                                |             |             |             |             |

#### Parlamentswahl 2007
| Kandidaten               | Kandidaten            | Parteien                                                      | 1. Wahlgang | 1. Wahlgang | 2. Wahlgang | 2. Wahlgang |
| Kandidaten               | Kandidaten            | Parteien                                                      | Stimmen     | %           | Stimmen     | %           |
| ------------------------ | --------------------- | ------------------------------------------------------------- | ----------- | ----------- | ----------- | ----------- |
|                          | André Santinigewählt  | MAJ – Nouveau Centre/Union pour un mouvement populaire        | 19.956      | 47,8        | 20.741      | 55,9        |
|                          | Lucile Schmid         | SOC – Parti socialiste                                        | 10.596      | 25,4        | 16.366      | 44,1        |
|                          | Christophe Ginisty    | UDFD – Union pour la démocratie française/Mouvement démocrate | 5.411       | 13,0        |             |             |
|                          | Catherine Naviaux     | VEC – Les Verts                                               | 1.628       | 3,9         |             |             |
|                          | Eugène Terret         | FN – Front national                                           | 1.027       | 2,5         |             |             |
|                          | Lysiane Alezard       | COM – Parti communiste français                               | 903         | 2,2         |             |             |
|                          | Nina Wouters          | EXG – Ligue communiste révolutionnaire                        | 767         | 1,8         |             |             |
|                          | Alain Aripa           | MPF – Mouvement pour la France                                | 454         | 1,1         |             |             |
|                          | Malek Hocini          | DIV – Unabh.                                                  | 263         | 0,6         |             |             |
|                          | Sabrina Binder        | DIV – Unabh.                                                  | 242         | 0,6         |             |             |
|                          | Laurence Viguié       | EXG – Lutte Ouvrière                                          | 204         | 0,5         |             |             |
|                          | Philippe Bottet       | EXG – Parti des travailleurs                                  | 135         | 0,3         |             |             |
|                          | Valérie Drouet        | EXD – Mouvement national républicain                          | 94          | 0,2         |             |             |
|                          | Jean-Michel Venturini | DIV – Unabh.                                                  | 28          | 0,1         |             |             |
| Gesamt                   | Gesamt                | Gesamt                                                        | 41.708      | 100         | 37.107      | 100         |
|                          |                       |                                                               |             |             |             |             |
| Ungültige Stimmen        | Ungültige Stimmen     | Ungültige Stimmen                                             | 603         | 1,4         | 1.116       | 2,9         |
| Wähler                   | Wähler                | Wähler                                                        | 42.311      | 63,6        | 38.223      | 57,5        |
| Wahlberechtigte          | Wahlberechtigte       | Wahlberechtigte                                               | 66.488      |             | 66.489      |             |
|                          |                       |                                                               |             |             |             |             |
| Quelle: Innenministerium |                       |                                                               |             |             |             |             |

## Seit 2010

### Wahlkreisgebiet
- Découpage électoral: Ordonnanz n° 2009-935 vom 29. Juli 2009[2] (Ratifikation: Gesetz n° 2010-165 vom 23. Februar 2010[3]) – Keine territorialen Änderungen.
- Redécoupage cantonal: Dekret vom 26. Februar 2014.[4]

### Ergebnisse

#### Parlamentswahl 2012
| Kandidaten               | Kandidaten           | Parteien                                               | 1. Wahlgang | 1. Wahlgang | 2. Wahlgang | 2. Wahlgang |
| Kandidaten               | Kandidaten           | Parteien                                               | Stimmen     | %           | Stimmen     | %           |
| ------------------------ | -------------------- | ------------------------------------------------------ | ----------- | ----------- | ----------- | ----------- |
|                          | André Santinigewählt | NCE – Nouveau Centre/Union pour un mouvement populaire | 19.098      | 44,0        | 22.202      | 53,3        |
|                          | Lucile Schmid        | VEC – Europe Écologie Les Verts/Parti socialiste       | 10.288      | 23,7        | 19.486      | 46,7        |
|                          | Laurent Pieuchot     | DVG – Unabh.                                           | 6.514       | 15,0        |             |             |
|                          | Sandrine Bunot       | FN – Front national                                    | 2.361       | 5,4         |             |             |
|                          | Lysiane Alézard      | FG – Front de gauche (Parti communiste français)       | 2.304       | 5,3         |             |             |
|                          | Fabienne Gambiez     | CEN – Mouvement démocrate                              | 1.450       | 3,3         |             |             |
|                          | Maxime Lacombe       | ECO – Alliance écologiste indépendante                 | 403         | 0,9         |             |             |
|                          | Gautier Knittel      | AUT – Parti Pirate                                     | 360         | 0,8         |             |             |
|                          | Véronique Berger     | DVD – Parti chrétien-démocrate                         | 359         | 0,8         |             |             |
|                          | Vanessa Ronchini     | EXG – Nouveau Parti anticapitaliste                    | 121         | 0,3         |             |             |
|                          | Laurence Viguié      | EXG – Lutte Ouvrière                                   | 115         | 0,3         |             |             |
|                          | Frédéric Hesse       | AUT – Unabh.                                           | 17          | 0,0         |             |             |
| Gesamt                   | Gesamt               | Gesamt                                                 | 43.390      | 100         | 41.688      | 100         |
|                          |                      |                                                        |             |             |             |             |
| Ungültige Stimmen        | Ungültige Stimmen    | Ungültige Stimmen                                      | 533         | 1,2         | 942         | 2,2         |
| Wähler                   | Wähler               | Wähler                                                 | 43.923      | 61,2        | 42.630      | 59,4        |
| Wahlberechtigte          | Wahlberechtigte      | Wahlberechtigte                                        | 71.749      |             | 71.749      |             |
|                          |                      |                                                        |             |             |             |             |
| Quelle: Innenministerium |                      |                                                        |             |             |             |             |

#### Parlamentswahl 2017
| Kandidaten               | Kandidaten            | Parteien                                                    | 1. Wahlgang | 1. Wahlgang | 2. Wahlgang | 2. Wahlgang |
| Kandidaten               | Kandidaten            | Parteien                                                    | Stimmen     | %           | Stimmen     | %           |
| ------------------------ | --------------------- | ----------------------------------------------------------- | ----------- | ----------- | ----------- | ----------- |
|                          | Gabriel Attalgewählt  | REM – La République en marche                               | 19.572      | 44,0        | 20.818      | 60,9        |
|                          | Jeremy Coste          | UDI – Union des démocrates et indépendants/Les Républicains | 9.144       | 20,6        | 13.342      | 39,1        |
|                          | Gérald Dahan          | FI – La France insoumise                                    | 3.694       | 8,3         |             |             |
|                          | Bertrand Soubelet     | DIV – Unabh.                                                | 2.743       | 6,2         |             |             |
|                          | Thomas Puijalon       | SOC – Parti socialiste                                      | 2.399       | 5,4         |             |             |
|                          | Pauline Couvent       | ECO – Europe Écologie Les Verts                             | 2.278       | 5,1         |             |             |
|                          | Anne-Laure Maleyre    | FN – Front national                                         | 1.556       | 3,5         |             |             |
|                          | Boris Amoroz          | COM – Parti communiste français                             | 568         | 1,3         |             |             |
|                          | Marie-Thérèse Drelon  | DIV – Parti animaliste                                      | 529         | 1,2         |             |             |
|                          | Anne-Violaine Vignon  | DVD – Parti chrétien-démocrate                              | 440         | 1,0         |             |             |
|                          | Nicolas Moreau        | DVG – Nouvelle Donne                                        | 365         | 0,8         |             |             |
|                          | Philippine Cour       | DLF – Debout la France                                      | 336         | 0,8         |             |             |
|                          | Stéphane Cros         | DIV – Union populaire républicaine                          | 279         | 0,6         |             |             |
|                          | Laurence Viguié       | EXG – Lutte Ouvrière                                        | 179         | 0,4         |             |             |
|                          | Messaoud Zazoun       | DIV – Allons enfants !                                      | 154         | 0,3         |             |             |
|                          | Laurence Lecocq       | DIV – Parti du vote blanc                                   | 148         | 0,3         |             |             |
|                          | Michel Fossaert       | ECO – Mouvement 100 % (AÉI – Sonst.)                        | 53          | 0,1         |             |             |
| Gesamt                   | Gesamt                | Gesamt                                                      | 44.437      | 100         | 34.160      | 100         |
|                          |                       |                                                             |             |             |             |             |
| Leere Stimmzettel        | Leere Stimmzettel     | Leere Stimmzettel                                           | 738         | 1,6         | 3.600       | 9,5         |
| Ungültige Stimmzettel    | Ungültige Stimmzettel | Ungültige Stimmzettel                                       | 56          | 0,1         | 288         | 0,8         |
| Wähler                   | Wähler                | Wähler                                                      | 45.231      | 57,3        | 38.048      | 48,2        |
| Wahlberechtigte          | Wahlberechtigte       | Wahlberechtigte                                             | 78.973      |             | 78.974      |             |
|                          |                       |                                                             |             |             |             |             |
| Quelle: Innenministerium |                       |                                                             |             |             |             |             |

#### Parlamentswahl 2022
| Kandidaten               | Kandidaten            | Parteien                                                                | 1. Wahlgang | 1. Wahlgang | 2. Wahlgang | 2. Wahlgang |
| Kandidaten               | Kandidaten            | Parteien                                                                | Stimmen     | %           | Stimmen     | %           |
| ------------------------ | --------------------- | ----------------------------------------------------------------------- | ----------- | ----------- | ----------- | ----------- |
|                          | Gabriel Attalgewählt  | ENS – Ensemble ! (La République en marche)                              | 20.679      | 48,1        | 24.047      | 59,9        |
|                          | Cécile Soubelet       | NUP – Nouvelle union populaire écologique et sociale (Parti socialiste) | 13.233      | 30,8        | 16.130      | 40,1        |
|                          | Léa Bessières         | REC – Reconquête                                                        | 3.055       | 7,1         |             |             |
|                          | Hadrien Petit         | RN – Rassemblement National                                             | 2.992       | 7,0         |             |             |
|                          | Azedine El Bouzaidi   | ECO – Écologie au centre                                                | 1.338       | 3,1         |             |             |
|                          | Alexis Escale         | ECO – Parti animaliste                                                  | 871         | 2,0         |             |             |
|                          | Laurence Viguié       | DXG – Lutte Ouvrière                                                    | 307         | 0,7         |             |             |
|                          | Samir Amrani          | DIV – Union des démocrates musulmans français                           | 245         | 0,6         |             |             |
|                          | Vanessa Ronchini      | DXG – Nouveau Parti anticapitaliste                                     | 172         | 0,4         |             |             |
|                          | Edith Caberas         | REG – Unabh.                                                            | 138         | 0,3         |             |             |
| Gesamt                   | Gesamt                | Gesamt                                                                  | 43.030      | 100         | 40.177      | 100         |
|                          |                       |                                                                         |             |             |             |             |
| Leere Stimmzettel        | Leere Stimmzettel     | Leere Stimmzettel                                                       | 1.320       | 3,0         | 2.251       | 5,3         |
| Ungültige Stimmzettel    | Ungültige Stimmzettel | Ungültige Stimmzettel                                                   | 87          | 0,2         | 182         | 0,4         |
| Wähler                   | Wähler                | Wähler                                                                  | 44.437      | 55,9        | 42.610      | 53,6        |
| Wahlberechtigte          | Wahlberechtigte       | Wahlberechtigte                                                         | 79.526      |             | 79.543      |             |
|                          |                       |                                                                         |             |             |             |             |
| Quelle: Innenministerium |                       |                                                                         |             |             |             |             |

#### Parlamentswahl 2024
| Kandidaten               | Kandidaten                   | Parteien                                                | 1. Wahlgang | 1. Wahlgang | 2. Wahlgang | 2. Wahlgang |
| Kandidaten               | Kandidaten                   | Parteien                                                | Stimmen     | %           | Stimmen     | %           |
| ------------------------ | ---------------------------- | ------------------------------------------------------- | ----------- | ----------- | ----------- | ----------- |
|                          | Gabriel Attalgewählt         | ENS – Ensemble pour la République (Renaissance)         | 25.675      | 43,8        | 29.924      | 58,2        |
|                          | Cécile Soubelet              | UG – Nouveau Front populaire (Parti socialiste)         | 20.806      | 35,5        | 21.466      | 41,8        |
|                          | Sébastien Laye               | UXD – Les Républicains Dissident/Rassemblement National | 7.732       | 13,2        |             |             |
|                          | Clément Perrin               | LR – Les Républicains                                   | 2.972       | 5,1         |             |             |
|                          | Herlander Ferreira do Amaral | REC – Reconquête                                        | 766         | 1,3         |             |             |
|                          | Laurence Viguié              | EXG – Lutte Ouvrière                                    | 315         | 0,5         |             |             |
|                          | Béatrice Guillemet           | DVG – Unabh.                                            | 150         | 0,3         |             |             |
|                          | Nicolas Lemesle              | DIV – Parti libertarien                                 | 109         | 0,2         |             |             |
|                          | Esteban Ygouf                | DVG – Unabh.                                            | 28          | 0,0         |             |             |
| Gesamt                   | Gesamt                       | Gesamt                                                  | 58.553      | 100         | 51.390      | 100         |
|                          |                              |                                                         |             |             |             |             |
| Leere Stimmzettel        | Leere Stimmzettel            | Leere Stimmzettel                                       | 1.034       | 1,7         | 3.359       | 6,1         |
| Ungültige Stimmzettel    | Ungültige Stimmzettel        | Ungültige Stimmzettel                                   | 76          | 0,1         | 299         | 0,5         |
| Wähler                   | Wähler                       | Wähler                                                  | 59.663      | 74,4        | 55.048      | 68,6        |
| Wahlberechtigte          | Wahlberechtigte              | Wahlberechtigte                                         | 80.243      |             | 80.263      |             |
|                          |                              |                                                         |             |             |             |             |
| Quelle: Innenministerium |                              |                                                         |             |             |             |             |